# Francisco Clavel Gil
Francisco Clavel Gil (Tlacotepec, Estado de México, 3 de diciembre de 1935) es un sacerdote católico que se desempeñó como obispo auxiliar de la Arquidiócesis de México de 2001 hasta su retiro en 2013. Fue nombrado obispo por el papa Juan Pablo II y consagrado por el cardenal Norberto Rivera Carrera el 27 de junio de 2001 fungiendo como co-consagrantes el nuncio apostólico Giuseppe Bertello y el entonces obispo de Ecatepec Onésimo Cepeda Silva.